# Anne Reichold
Anne Reichold ist eine deutsche Philosophin.

## Leben
Sie studierte in Bonn (1989–1990), Hamburg (1990–1992) und Köln (1992–1997 Magisterexamen (Philosophie, Germanistik, Slawistik)). Von 1997 bis 2003 war sie wissenschaftliche Mitarbeiterin am Institut für Philosophie an der Universität Kaiserslautern. Nach der Promotion 2002 in Philosophie (Dr. phil.) war sie von 2003 bis 2003 wissenschaftliche Mitarbeiterin im interdisziplinären Projekt Mystik und Moderne  an der Universität Siegen (gefördert durch die VW-Stiftung). Von 2003 bis 2010 war sie Juniorprofessorin für Philosophie an der Universität Flensburg. Seit 2010 ist sie Professorin für Philosophie in Flensburg.
Ihre Forschungsschwerpunkte sind praktische Philosophie, Sozialphilosophie, Oxford-Philosophy (insbes. Peter Strawson), moralische Gefühle, moralische, soziale und politische Dimensionen reaktiver Haltungen (insbes. Empörung), Philosophie der Person, Normativität des Körpers und analytische Handlungstheorie.

## Schriften (Auswahl)
- Die vergessene Leiblichkeit. Zur Rolle des Körpers in ontologischen und ethischen Persontheorien. Paderborn 2004, ISBN 3-89785-293-4.
- als Herausgeberin mit Wolfgang Neuser: Das Geheimnis des Anfangs. Frankfurt am Main 2005, ISBN 3-631-53457-4.
- als Herausgeberin mit Gabrielle Hiltmann, Helen Fielding und Dorothea Olkowski: The other. Feminist reflections in ethics. Basingstoke 2007, ISBN 0-230-50687-9.
- als Herausgeberin mit Pascal Delholm: Normativität des Körpers. München 2011, ISBN 3-495-48460-4.